# 美麗雲斑鰕鱂
美麗雲斑鰕鱂，為輻鰭魚綱鯉齒目鰕鱂亞目溪鱂科的其中一種，為熱帶淡水魚，分布於南美洲巴西東南部Itanhaém河流域，體長可達2.2公分，棲息在水淺且與林覆蓋的溪流、溝渠、水塘，生活習性不明。

## 擴展閱讀
維基物種上的相關：美麗雲斑鰕鱂